# Port Hawkesbury
Port Hawkesbury är en ort i Kanada.   Den ligger i provinsen Nova Scotia, i den östra delen av landet, 1 100 km öster om huvudstaden Ottawa. Port Hawkesbury ligger 42 meter över havet och antalet invånare är 3 564. Den ligger på ön Kap Bretonön.
Terrängen runt Port Hawkesbury är huvudsakligen platt, men söderut är den kuperad. Trakten är glest befolkad. Närmaste större samhälle är Princeville, 17,1 km norr om Port Hawkesbury. 